# Chimarrhometra
Chimarrhometra is een geslacht van wantsen uit de familie van de Gerridae (Schaatsenrijders). Het geslacht werd voor het eerst wetenschappelijk beschreven door Bianchi in 1896.

## Soorten
Het genus bevat de volgende soorten:

- Chimarrhometra orientalis (Distant, 1879)
- Chimarrhometra yunnanensis Ye, Zhou & Bu, 2016